# 丁天缺
丁天缺（1916年—2013年8月20日）原名丁善庠，江苏宜兴人，中华民国及中华人民共和国画家。

## 生平
1916年，丁天缺生于江苏宜兴的一个乡绅世家。1935年，入杭州的国立艺术专科学校（中国美术学院的前身）学习，師從方幹民和吳大羽。1947年，丁天缺在国立艺术专科学校担任绘画系主任吴大羽的助教，因吴大羽久居上海，所以丁天缺是实际上的代理主任。
中华民国时期的现代绘画有两条主线，一是徐悲鸿为代表的写实主义，二是吴大羽與方幹民等人提倡的以色彩为中心的印象派之后的形式主义。丁天缺属于后者，他认为色彩是现代绘画的中心。
1951年，因为学英语而收听“美国之音”，丁天缺被人告发收听“敌台”，以反革命罪而被投入监狱2年。1958年，丁天缺再度被劳教，并遭到抄家。1969年被戴上“反革命” 帽子，遣返原籍江苏宜兴，监督改造10年。
在被关押期间，丁天缺翻译了《毕加索》。丁天缺是第一个把毕加索介绍给中国人的印象派画家。
1980年，始获得部分平反，随即返回浙江美术学院，暂时担任《美术译丛》编辑。1983年，因“档案已毁、落实无据”，被迫离开该校。1985年，丁天缺获得彻底平反，遂到巴黎第八大学造型艺术系研究现代美术。
晚年，丁天缺先后应邀在中国美术学院（2000年）、巴黎嘉德画廊（2002年）举办个人画展，在巴黎中国文化中心（2005年）、中国美术馆（2006年）举办联展。2010年，丁天缺与夫人徐祖瑛的画展在杭州的唐云美术馆举办。
2013年8月20日，丁天缺在杭州的浙江省人民医院病逝，享年97岁。

## 作品
丁天缺的绘画作品现存39幅，代表作有《剑门怀古》、《婉义小像》等等。
丁天缺还有译著《毕加索》、《莫泊桑中短篇小说选》等等。

## 家庭
1948年，丁天缺与他的女学生徐祖瑛相爱，并为她画了一幅肖像画《黑边框的眼镜》（该画1950年代初遗失）。中华人民共和国成立后，丁天缺两次被捕，徐祖瑛以为丁天缺已去世，便与他人结婚。此后38年，二人不通音讯。直到1988年，母校60周年校庆，两人终于重逢。当时徐祖瑛的丈夫早已去世。4个月之后，二人迅速结婚，当时丁天缺72岁，徐祖瑛62岁，这是丁天缺人生中第一场也是唯一一场婚礼。1998年，二人结婚10周年之际，丁天缺再度为夫人画了一幅肖像画。
台球选手丁俊晖是丁天缺的侄孙。